# Curación de la hija de la mujer sirofenicia

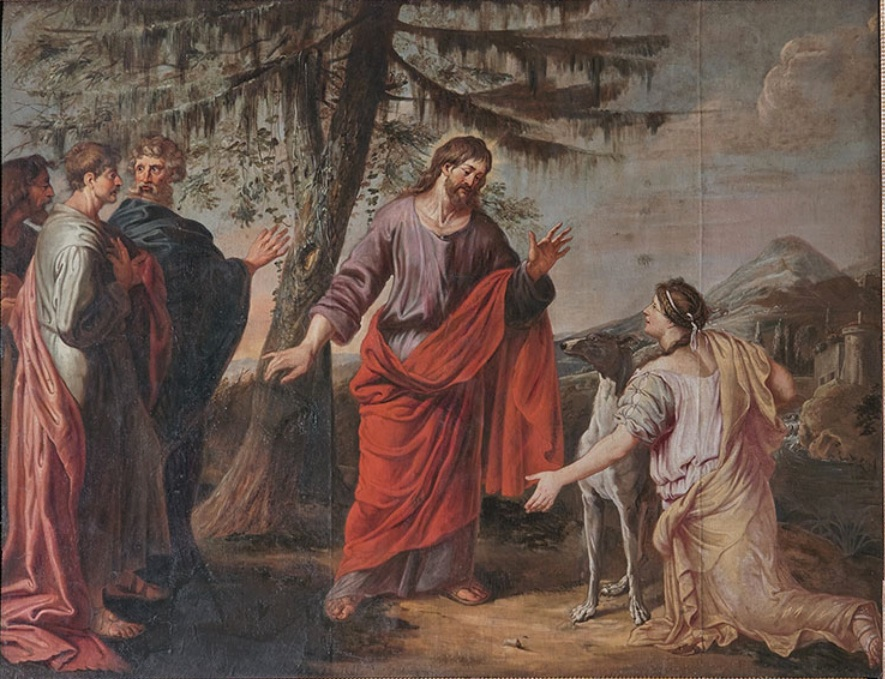
La mujer de Canaán por Michael Angelo Immenraet, siglo XVII

El Curación de la hija de la mujer sirofenicia es uno de los  milagros de Jesús en los Evangelios y se relata en el Evangelio de Marcos en el capítulo 7, (Marcos 7:24-30) y en el Evangelio de Mateo en capítulo 15, (Mateo 15:21-28). En Mateo, la historia se relata como la curación de la hija de una cananea. Según ambos relatos, Jesús curó a la hija de la mujer mientras viajaba por la región de Tiro y Sidón, a causa de la fe mostrada por la mujer.

## Texto bíblico
Según  san Mateo:

Cuando Jesús salió de allí, se retiró al lado de Tiro y Sidón. Una mujer cananea, que había venido de aquellas regiones, gritó: ¡Señor, hijo de David, ten compasión de mí! Mi hija está cruelmente atormentada por el demonio. Sin embargo, no le respondió una palabra. Cuando llegaron sus discípulos, le dijeron: " Atiéndela y que se vaya, pues viene gritando detrás de nosotros". Pero Jesús respondió: No he sido enviado sino a las ovejas perdidas de la casa de Israel. No obstante, ella se acercó a él y se postró ante él diciendo: ¡Señor, ayúdame! Él respondió: No es bueno tomar el pan de los hijos y echárselo a los perrillos. Pero ella respondió: 'Es verdad, Señor, pero también los perrillos comen de las migajas que caen de la mesa de sus amos. Entonces Jesús le dijo: ¡Oh Mujer, grande es tu fe! Hágase como tu quieres. Y quedó sana su hija en aquel instante.

## La mujer sirofenicia

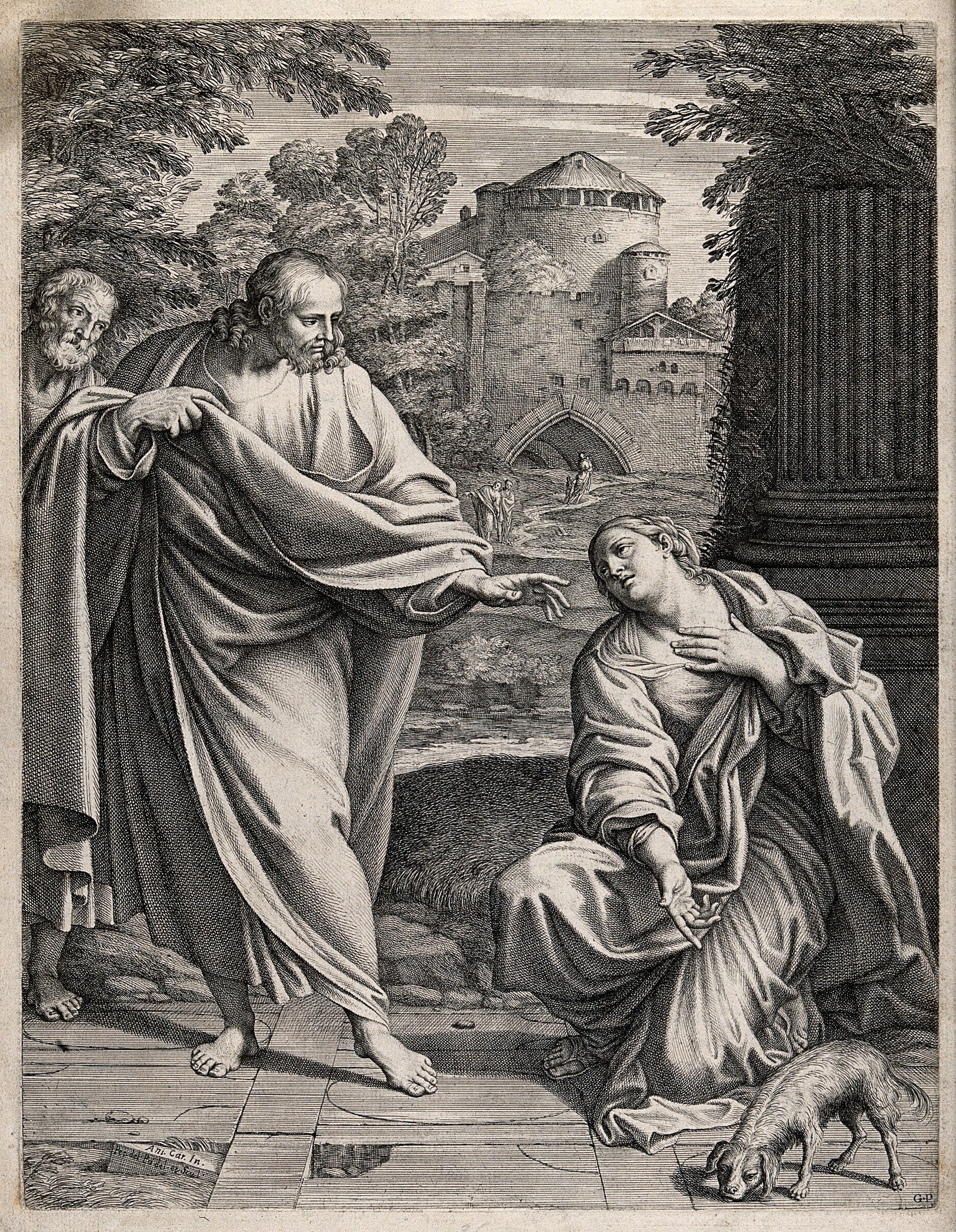
Aguafuerte de Pietro del Po, La mujer cananea (o sirofenicia) pide a Cristo que la cure, ca. 1650.

La mujer descrita en el milagro, la mujer sirofenicia (Marcos 7:26) también se llama "cananea" (Mateo 15:22) y es una mujer sin identificar en el Nuevo Testamento, de la región de Tiro y Sidón. "La mujer es ... descrita como sirofenicia por raza. No está claro si Marcos trata de distinguir entre una fenician de Siria y una del norte de África o entre alguien que vive en la zona costera de Siria y alguien que vive en la parte central." Su otra característica notable es su condición de no judía: el Evangelio de Marcos añade que es griega (en griego: Ελληνις).
La homilía pseudoclementina del siglo III/3 se refiere a su nombre como Justa y al nombre de su hija como Berenice.

## Interpretación teológica
El diálogo, de gran belleza, muestra una aparente dureza de Jesús pero con ella afianza la fe de la mujer cananea hasta tal punto de merecer uno de los más grandes elogios que han salido de la boca de Jesús: ¡Grande es tu fe!, que motiva a los demás creyentes  a tener este diálogo con el Señor.